# Лејквуд (Колорадо)
Лејквуд (енгл. Lakewood) град је у САД у савезној држави Колорадо, у округу Џеферсон. Лејквуд је четврти по величини град у Колораду и 172 по величини у САД. Према процени из 2008. у граду је живело 140.989 становника. Лејквуд се налази западно од Денвера и припада његовој градској области.
Прије инкорпорације из 1969-е, Лејквуд је био урбано насеље са полицијом којом је управљао шериф округа Џеферсон, волонтерском ватрогасном службом, као и са неколико уличних лампи и тротоара. Многи старији становници цене одсуство општинских пореза. Овај град је инкорпорисан 1969.-е. У време оснивања градске популације у граду је живело више од 90.000 становника.
Урбани/приградски развој заједнице, познат као Лејквуд, је почео 1889.-е од стране Чарлса Велча и Вилијама Лавленда, који су поставили тринаести блок дуж авеније Колфакс западно од Денвера на истоку округа Џеферсон. Лавленд, бивши председник железница у Колораду, се преселио у Лејквуд после много година живота проведених у оближњем градићу Голден. 
У Лејквуду се налази престижна гимназија Лејквуд, која је проглашена најбољом у Колораду од стране Њусвика. У овом граду се такође налази Колорадо хришћански универзитет.

## Географија
Површина Спрингдејла је 110,0 km², од чега је 107,7 km² копна, а само 2,05% је водених површина.

## Демографија
Према попису становништва из 2000.-те године у граду је било 144.126 становника, 60.531 домаћинстава и 36.500 породица. Густина насељености је била 1.338,0 становника./km². Било је 62.422 стамбених јединица са просечном густином од 579,5 јединица по км². Расни састав града је био 87,15% белаца, 1,48% црнаца или Афроамериканаца, 1,11% Индијанаца, 2,72% азијата, 0,08% пореклом са пацифичких острва, 4,88% других раса, и 2,58% из једне или више раса. 14,54% становника су Хиспанци. 
Од 60.531 домаћинстава 27,4% је имало децу испод 18 година који су живели са њима, 45,1% су били парови супружника који живе заједно, 10,8% су имале женску главу породице без присутног супружника, док 39,7% нису биле породице. 30,7% домаћинстава су чинили појединци, а 7,8% је имало некога старог 65 или више година ко је живео сам. Просечна величина домаћинства је била 2,32, а просечна величина породице је била 2,92.
Становништво је било раширено по старости. 22,2% је било млађе од 18 година, 9,6% је било између 18 и 24 година, 32,4% између 25 и 44 година, 23,6% између 45 и 64 година, и 12,1% са 65 или више година. Средња старост је била 36 година. На сваких 100 жена било је 97,5 мушкараца; на сваких 100 жена старих 18 или више година, било је 95,5 мушкараца.
Средња годишња примања домаћинства у граду су била $ 48.109, док су средња годишња примања за породицу била $ 57.171. Мушкарци су имали средња примања од $39.800, жене $31.128. Примања по глави становника су била $25.575. Приближно 4,8% породица и 7,1% становништва је било испод границе сиромаштва, укључујући и 9,5% оних испод 18 година и 4,7% оних старих 65 и више година.

## Становништво
| Група             | 2000. | 2010. |
| Белци             |       |       |
| Афроамериканци    |       |       |
| Азијати           |       |       |
| Хиспаноамериканци |       |       |
| Укупно            |       |       |

## Партнерски градови
- Честер